# Národní LGBT federace
Národní LGBT federace (anglicky National LGBT Federation, NXF) je irská nevládní organizace se sídlem v hlavním městě Dublinu, jejímž předmětem činnosti jsou práva leseb, gayů, bisexuálů a translidí (LGBT).
V březnu 2013 se Olivia McEvyová stala následnicí Ailbhe Smythové, která byla dlouhodobou předsedkyní organizace. Současný výbor (tedy od prosince 2014) má následující složení: místopředseda Ciaran O'Hultachain, Sean Denyer, Noelle Moranová, ADam Long, Cian O'Callaghan, Ciara Traynorová, Ray Molloy, Josh Whelan, Bernard Gilina, Piotr Gawlik a Lynda Carrollová.

## Historie
Organizace byla prvně založená v r. 1979 pod názvem Národní gay federace (NGF). Pronajala si budovu v dublinském Temple Baru a založila Hirschfeldovo centrum, první centrum irské LGBT komunity, pojmenované po známém německém doktorovi a sexuologovi Magnusi Hirschfeldovi. Jeho součástí byly konferenční prostory, kavárna a biograf. Docházelo v něm ke setkávání mládežnického a filmového klubu a pořádání diskoték. V r. 1981 se členové NGF zúčastnili první celonárodní gay konference organizované Cork Gay Collective. V r. 1987 bylo Hirschfeldovo centrum vážně poškozené požárem.
V září 1990 se výbor NGF rozhodl přejmenovat na Národní federaci leseb a gayů (NLGF). Změnu podporovalo 84 % členů NGF. Změna jména se stala oficiální k 1. lednu 1990. V r. 2000 získala NLGF oficiální status nestátní veřejně prospěšné organizace.
V únoru 2014 byla NLGF přejmenována na Národní LGBT federaci neboli zkráceně NXF, pod níž ji známe dodnes. Shodla se taktéž na novém logu. K tomuto rozhodnutí došla po oslavě 35. výročí své existence v Dublinu.

## Publikace

### Identita
V letech 1982-84 publikovala NGF první irský gay magazín Identita. Publikace byla zastavená z důvodu nízké poptávky v březnu 2014 po osmém vydání.

### Out
V letech 1984-88 publikovala NGF Out magazín, první irský komerční GL magazín. Na rozdíl od Identity, byl magazín Out distribuován nakladatelstvím Eason a syn. Mezi přispěvateli byli Nell McCafferty, Tonie Walsch, Nuala O'Faolainová a Thom McGinty. Finální vydání v říjnu 1988 bylo zpožděné, protože ilustrátor Carlow Nationalist and Leinster Times odmítnul vykonat tuto službu z důvodu údajně urážlivé reklamy na bezpečný sex pro gay muže.

### Gay Community News
10. února 1988 začala NGLF publikovat Gay Community News (GCN), osmistránkový časopis. Tonie Walsh v ní pracoval jako zakládající editor.
V r. 1997 se NLGF a GCN přemístily z Hirschfeldova centra do Outhhouse LGBT community centre se sídlem na Wicklow Street v Dublinu. Když se v r. 2001 rozhodl Outhouse přemístit své kanceláře na Capel Street v Dublinu 1, tak si GCN opatřil vlastní prostory na Scarlett Row v Dublinu 8.